# Hieracium oligodon
Hieracium oligodon es una especie de planta con flor del género Hieracium, de la familia Asteraceae, orden Asterales.

## Distribución
Hieracium oligodon se distribuye por Austria.

## Taxonomía
Fue descrita científicamente por Näg. y Peter.